# فالغرانا
فالغرانا هيبلدية (كوميون) في مقاطعة كونيو في منطقة بيدمونت الإيطالية، وتقع على بعد نحو 80 كيلومتر (50 ميل) جنوب غرب تورينو و14 كيلومتر (9 ميل) شمال غرب كونيو.
تقع فالغرانا على حدود البلديات التالية: بيرنيزو وكاراجليو ومونتال دي كونيو ومونتيروسو جرانا وريتانا.